# مسجد ابن حميدة
مسجد ابن حميدة هو مسجد تونسي يقع في الربض الشمالي لمدينة تونس العتيقة باب سويقة في تونس العاصمة.

## المكان

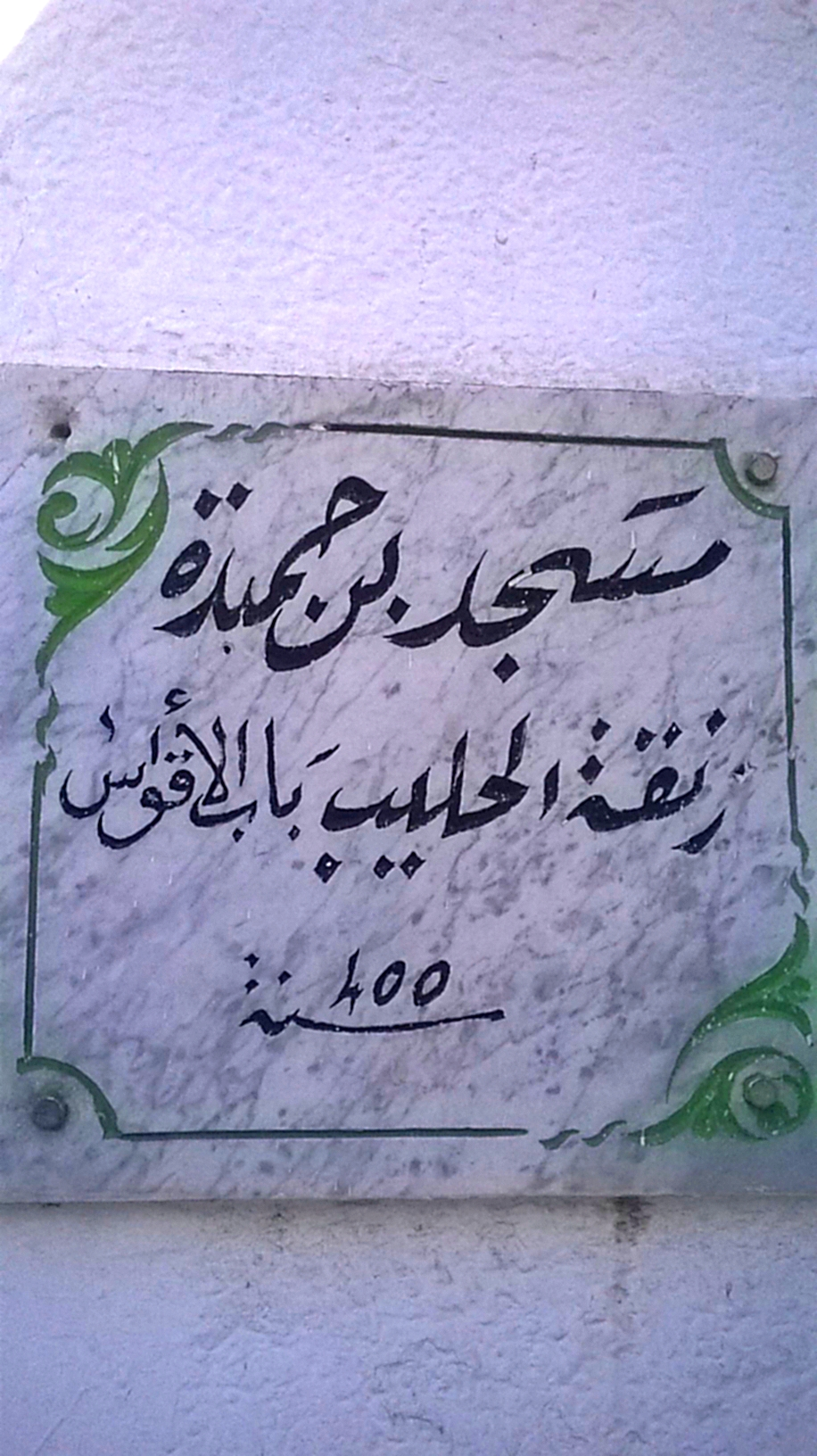
لوحة تذكارية لـالمسجد.

يقع المسجد في 2 زنقة الحليب. حذو باب الأقواس أحد الأبواب المندثرة لمدينة تونس العتيقة.

## التاريخ
شيد المسجد في 1009 الموافق لـ400 هـ كما هو مذكور في اللوحة الموجودة خارج المسجد، وذلك تحت حكم المملكة الصنهاجية الزيرية وهي مملكة بربرية أتت من المغرب الأوسط وحكمت المغرب العربي من 972 إلى 1014.

## مقالات ذات صلة
- مساجد مدينة تونس